# 陳光標
陳光標（1968年7月—）出生於江蘇省宿遷市泗洪縣天崗湖鄉，毕业于南京中医药大学，中華人民共和國企業家，也是中國民主黨派之一的中國致公黨黨員。曾任中国红十字会常务理事长、江苏省红十字会副会长，現任江蘇黃埔再生資源利用公司董事長。

## 家庭背景
父親是陈立胜，江苏省宿迁市泗洪縣的一个乡村地區的農戶，養育五個孩子。自称为“泗洪天岗湖古建花园式阳光老年人活动中心的主人”，天崗湖鄉民都知道是陈的家宅和花园。母親是高先霞（音），與老伴陈立胜同住。長兄、長姊於文革時餓死。
陈光标1968年出生的時候，正赶上文革政治混亂的時期，其父母靠種地生养了5个孩子，在陈光标两岁的时候，一个哥哥、一个姐姐因为家庭极度贫困，先后饿死，这给童年的陈光标带来了对饥饿的恐惧记忆，这种恐惧的记忆唤起了陈光标“靠自己改变命运，一定要脱贫致富”的想法。另有一個弟弟陈景标，與父母同住。2008年前作為管理當地農貿市場的私营独资企业的法人代表，不收取攤商費用。2008年後，交由政府接管。

## 生平

### 童年生活
- 1978年，10岁的陈光标靠卖水赚钱养家。

### 早年生活
- 1991年，22岁的陈光标离开家乡，到江蘇省省會南京创业，靠贩售虚假保健仪器维生，此后陈又开发过一种“灵芝胶囊”。
- 1998年，30歲的陈光标据传开始慈善事业。
- 2000年，陈光标组建江苏黄埔，起初收购银行不良资产，后来转向拆迁、和再生资源利用。
- 2008年8月28日，江苏黄埔一人员介绍公司业务时称“主要还是做拆迁”，“简单说，就是一边拆房子，一边对建筑垃圾进行再利用。”
- 2010年9月，宣布死后捐出全部财产。
- 2012年某月，曾在網上販賣罐裝空氣。

## 名號與稱呼
- 据传，陳光標从1998年（30歲）开始慈善事业，截至2010年10月累計捐献款物約14億元人民币[4]。
- 在2007年全年共捐出1.81億人民幣，在由《公益時報》舉辦的「2008中國慈善排行榜」（表揚2007年捐款者）中居首，自此被中国大陆媒体称为「中國首善」。
- 在2008年汶川大地震後出錢出力救災，被時任國務院總理的溫家寶稱為「有良知、有感情、心繫災區的企業家」。
- 在2010年第二度獲得「中國首善」稱號。
- 標哥

## 爭議事件

### 翻車刪文
2022年7月31日，陳光標在微博發文，美國眾議院院長裴洛西不可能訪台，「如果訪台，願意第一時間捐出90%家產給國防。」
結果裴洛西8月2日真的抵台訪問，陳光標眼看被打臉急忙刪除這篇祭品文，但文章早已被截圖廣傳，不少網民就在他的微博下方留言嘲諷，斥為「中國首騙」。

### 普通捐贈
1. 捐贈泗洪天岗湖古建花园式阳光老年人活动中心，捐贈給天崗湖鄉政府，2007年5月开工，11月竣工，报载投资2600万元，其父親陈立胜對著記者說每亩光买地就花了差不多25万元人民幣，也是陈光标捐赠家乡最大的公益项目之一。多家省、地媒体对其描述为：“苏北最大”、“江苏乃至全国一流的老年人活动中心”。泗洪县一名司机进入庭院后啧啧称赞稱“人间仙境！”。但當地天岗湖村民们則稱："谁都知道那是陈的家宅和花园。"
2. 興建上述項目對街的一排商业街楼面：其父親陈立胜言语中满透自豪說“这也是我们家的。”临街上下3层，共30多套门面及住房。
3. 捐贈与商住楼毗邻的农贸市场，則又是陈光标捐赠家乡的另一大型公益项目。
4. 高調行善，因他從事善行時，每每必高調大力宣傳，期許能夠帶動更多的人一起加入慈善行業当中，但與古諺所云的「為善不欲人知」相違而引發了不少爭議，評價兩極。
5. 他曾為臺灣莫拉克颱風受災民眾捐助500萬元人民幣。
6. 他曾在南京進行捐款活動時，以一捆捆的現鈔堆疊成的錢磚，搭建起總計人民幣8700萬元（折合1320萬美元）的「錢牆」，四處又擺滿了欲捐贈的太陽能熱水器、雪衣、電腦等[6]。
7. 他曾在日本311海嘯後前往賑災。

### 协助救灾救難

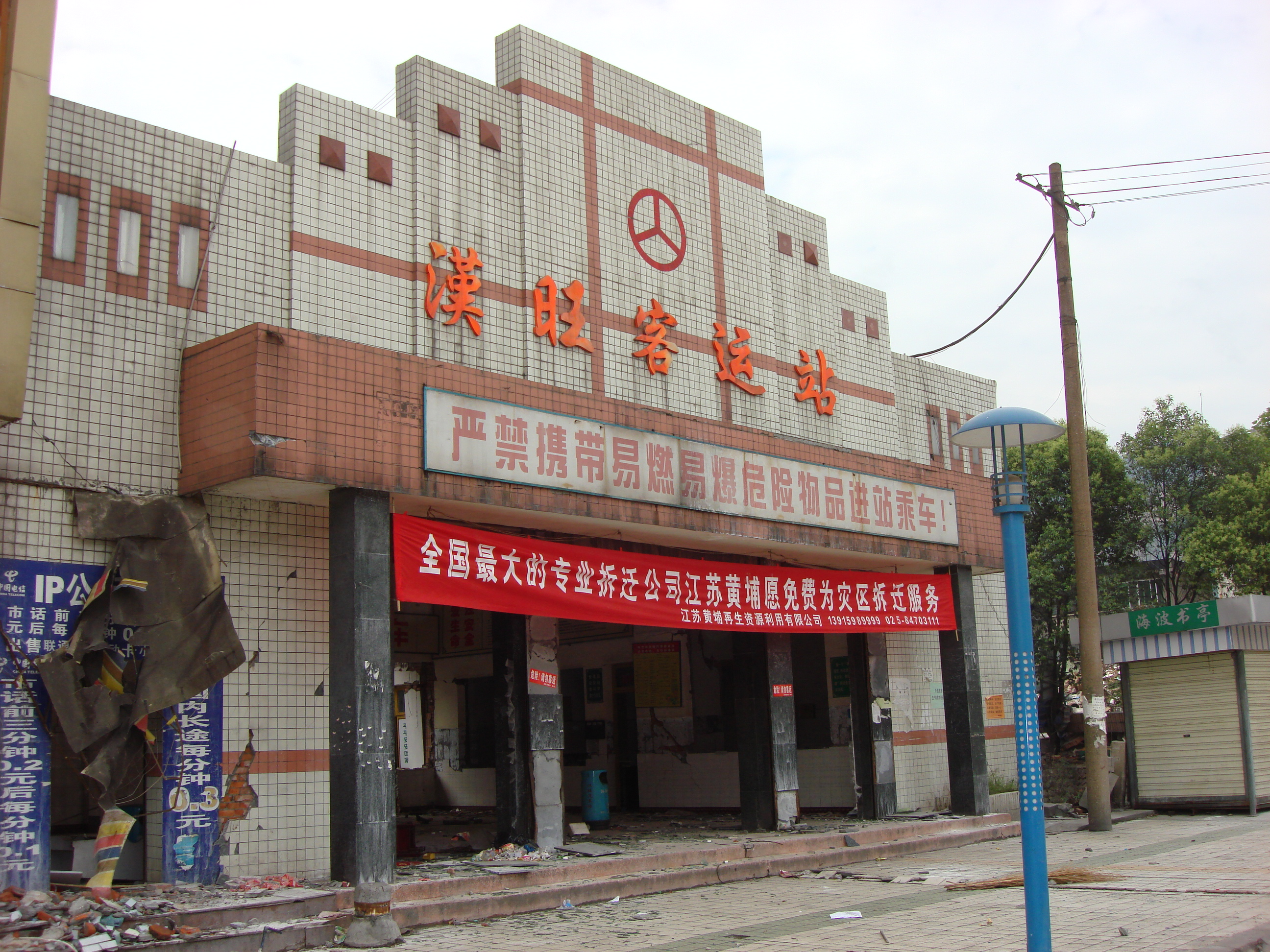
陈光标的公司在汉旺镇汽车站打出的广告（2008年6月）

2008年5月12日汶川大地震發生後，陳光標率領其公司（江蘇黃埔再生資源利用公司）組織的救援隊伍積極參與救災。直至到2008年5月31日，他們共挖出被埋人員6000多人，救活128人。累計向災區捐贈款物合計2130萬元，其中現金785萬元，帳篷2300頂，收音機23000台，電視機1000台，電風扇1500台，書包8000個。
2010年4月14日，青海省玉树藏族自治州玉树县发生7.1级地震后，陈光标在西宁购得21台吊机、推土机及挖掘机等救援设备于4月15日上午在玉树县开展救援行动。但据查证其派60台重型机械驰援灾区，亲自背出300多具尸体，救出13个孩子性命等，多为编造甚至子虚乌有。陈光标是在震后第二天才飞到成都，并在成都附近租了总数10台左右的挖掘机等，开赴灾区。而在媒体和网络上，这支队伍变成“千里驰援”的“60台大型挖掘机、120名精心挑选的机械手”，“从南京和合肥浩浩荡荡开赴而来”。“背出208具遗体”被质疑为编造的数字。

### 協助濟貧濟苦
累计捐赠十亿元、中国大陸捐赠数额最大的企业家陈光标日前高调募集善款4000多万元向大西部等贫困地区发放红包，此举被网友指责作秀成分大于义举。面对质疑，陈光标表示，作秀是为了抛砖引玉。他希望更多的人像他那样拿真金白银来作秀，让那些需要帮助的人及时得到帮助。（见中国广播网1月24日）
2009年春节，陈光标也携带善款组团去了四川，给穷苦的老百姓送去了温暖。陈光标做慈善做了10年，可是，有七年都被人说成是作秀，而這次“陈光标高调募集善款4000多万元向西部贫困地区发放红包”的事件被指为作秀而见诸网路后，有网民支持陈光标的善舉，并指责质疑者「有本事你也拿出真金白银做一次秀给大家看看。」
2010年9月5日他在公司网站上刊出了致予比尔·盖茨和巴菲特的一封信，信中提到死后將捐出自己的全部财产，分文也不留給自己的親人孩子。他認為，與其給自己的家人孩子很多魚，不如給他釣竿，教他釣魚的方法。

### 在台灣捐款
- 2011年1月，陳光標申請於26日入境台灣進行商務活動並捐款人民幣1.1億元（折合新台幣5億元）予低收入戶及弱勢族群，並要求以當面發放的方式在台灣進行捐款，因此有部份地方政府（新北市、桃園縣）認為過於高調有損受贈者尊嚴且大筆現金有安全疑慮而婉拒，但也有部份地方政府表示相當歡迎其捐款活動[11]。而綠營政治人物認為其帶有統戰意味[12]。
- 2010年1月25日晚，尚未抵台灣的陳光標接受李濤「2100掏新聞」節目的訪問，在場因提及馬克思與資本論遭到現場強烈反彈，媒體人陳揮文並一再表示建議他不要來台灣（明說與搖手）。
- 在台灣，有部份網友則表示「標哥」（對於陳光標的暱稱）的善行雖愛現，但總比光說不做的官員好的多[13]；民代及部分「符合資格」的民眾則認為，政府沒有資格代為決定是否接受；台灣很多慈善團體樂觀其成(「不管是首善捐的，或寡婦捐的，只要捐得很有誠意，就是好事一件。」勵馨基金會執行長紀惠容說道），認為只要是做善事，怎麼發都好，希望外界不要太泛政治化解讀（有者視之為統戰，有者視之為為共產主義宣傳，有者甚至以為是屈辱），畢竟過去台灣人也曾捐款幫助大陸，如今大陸回饋台灣，是件好事。
- 花蓮縣縣長傅崑萁則表示愛心無國界，此舉對兩岸企業家具有正面啟發和社會教育意義。桃園縣復興鄉原住民議員陳瑛表示，縣府考量安全、互相尊重等因素拒絕，不能說沒道理，「但只能說這是其中一種看法」，弱勢民眾的立場也要考慮。她指出，對生活貧困的民眾，或許真的需要這份支助，為領錢要民眾長途奔波排隊，「表面上看來不合理，但真正承受生活壓力的是他們，不是官員」。[14]經過內政部入出國暨移民署開會審查，因邀請單位補充行程資料並修改捐款方式後，陳光標獲准到台灣[15]。
- 若不考慮陳光標發放的方式與台灣政治情勢現況，但就濟貧效益而言，以每戶一萬元計算，此次五億元新台幣捐款若排除活動的管銷成本，可以嘉惠50,000戶低收入戶，依據內政部社會司民國九十九年度全台低收入戶總戶數共約110,055戶的統計資料來看，其受惠戶數佔比近五成。就單戶而言，目前台灣低收入戶普遍月支出10,000元（每口每月台幣計算），因此據信這五億元台幣足供支應全台近半低收入戶家庭一個月開銷。

### 出售罐裝空气
2012年9月17日陈光标正式开售新鲜空气。原产地分别来自井冈山、延安等10个红色革命地区，玉树、香格里拉地区，甚至还有来台湾的，售价为4至5元。中华民国行政院环境保护署空气品质保护及噪音管制处处长谢燕儒回应，环保署并不清楚陈光标罐子里的空气到底来自何处，但事实上，整个大气的气流是流动的，空气是地球上子民共享的资源。台湾环保署相关法规并没有特别针对贩卖空气做出规范，但如果要制成商品贩卖，应该是要经过中华民国經濟部標準檢驗局的核准。
2012年9月24日陈光标罐装新鲜空气即将在北京开售，首批共有10万罐。“易拉罐中设有芯片，装空气时，甩三次手，空气被甩入罐中、并且负氧离子含量达到一定要求，芯片才会感应盖子自动封闭。”陈光标称，一罐中的负离子氧相当于医院5个氧气罐的含量，每罐空气八两至一公斤。
2013年1月30日，雾霾天气笼罩京城，陈光标向北京市民免费发放空气罐头。

### 賠償被砸日產汽車
2012年10月10日，陈光标在南京举行以旧车换新车仪式，对因钓鱼岛争端被砸的日系私家车以旧换新。新车为国产品牌吉利帝豪EC8，共43辆，总价值超500万元。

### 刊登保钓广告
2012年8月31日，陈光标在美国《纽约时报》上登出半版广告，“郑重向美国政府、美国人民声明”，钓鱼岛自古以来就是中国的领土。9月2日，陈光标在接受中新社记者采访时表示，正在和日本媒体商谈刊登钓鱼岛广告事宜，目前已有日本媒体初步同意可以刊登钓鱼岛广告，但是开口要价几千万日元，相当于几百万人民币，陈光标表示，只要日本媒体愿意登，哪怕广告费一个亿他也能接受。

### 收购纽约时报被拒
2014年1月2日，陈光标企图寻求收购纽约时报公司（The New York Times Company）的大量股份或控股权，并称自己的目的是“让报纸的形象更正面，会让它产生更大的影响力，为全球和平做贡献，让世界变得更美好。”1月8日，纽约时报一位管理人士给他发了一份备忘录，回绝了他提出的本周商谈投资意向的会面请求。2013年，《纽约时报》发行人、控股该报的苏兹伯格家族的当家人亚瑟·苏兹伯格（Arthur Sulzberger Jr.）曾表示，公司不对外出售。
《环球时报》英文版称陈光标追求《纽约时报》是一个“幻想”。有评论指出，纽约时报公司目前市值23亿美元，而陈光标只打算出价10亿美元，这场所谓的“收购”不符合基本的商业规则。

### 帶自焚母女赴美整容
2014年1月8日，陈光标在紐約舉行記者會，宣布將全額資助在天安門自焚事件致殘的一對母女郝惠君、陳果在美國接受整形治療。
陳光標舉行記者會時，數十名法輪功成員在酒店外進行示威，聲稱這對母女是中共官方的宣傳工具。
從自焚案發生至今，法輪功方面屢屢發表聲明，嚴正否認包含該對母女在內的「自焚」事件的所有涉案人是法輪功學員，認爲此次記者會是黔驢技窮的炒作手段。

### 在紐約資助流浪漢
當地時間2014年6月25日中午，陳光標宴請紐約流浪漢的活動在紐約中央公園的船塢酒店舉行。一早美國各大媒體的記者就趕到現場等待陳光標的出現。而趕往赴的紐約流浪漢們更是早早就圍坐在餐桌旁。陳光標讓接受現金的人穿上65式軍服照相。700人午宴被紐約警方取消，改為250人午宴；發給窮人的300美元被紐約援助中心以「不支持發現金」為由收回。

### 冰桶挑戰事件作假
2014年8月22日時，陳光標為響應以全球風行的ALS漸凍人活動「冰桶挑戰」，上傳了一段宣稱泡在冰水中30分鐘的影片以響應ALS漸凍人冰桶挑戰，並說「若有人超越他（指進入冰水中30分鐘一事），便捐出100萬人民幣作為善款捐出。」
當時便有人指出許多疑點，如為何將推出貨車後冰塊敲碎，卻再放進貨車中裝桶，以及密度應較低冰塊居然沉入密度較高的水底。
2014年9月10日，中國湖南性學專家文德元透過小白鼠泡冰水的活體實驗，表示動物泡於冰桶中不可能超過5分鐘，而且小白鼠都出現精囊凍結的現象，在網路上質疑陳光標作假，當時有許多網友為陳光標護航。
2015年3月中旬自行爆料，稱自己並不是泡在冰水中30分鐘，該桶水是使冰塊堆下裝著攝氏50度左右的熱水，讓桶內水溫和酒店的游泳池差不多，是為「假」冰水

## 軼事

### 二子
多年來累計已捐出超過14億元（約2億1,250萬美元）人民幣的「中國首善」陳光標，在中國擁有極高知名度。
2010年12月底他就讀高中的兒子陳環保發表公開信，支持父親響應美國股神巴菲特「裸捐」的決定，更轟動社會。
兒子陳環保的公開信中還表示，他不再是「富二代」後，感到輕鬆自豪；信中並透露，他母親一直在背後支持父親行善，母親也不愛奢侈品，每次去北京總愛去秀水街買便宜貨。
陳光標二子原名並非環保、環境，而是陳光標後來改名的，借名字告訴世人保護環境的重要。

### 被骗
2014年7月6日，陈光标在美国归来后在接受媒体采访时强调自己已经是“世界首善”，而且还展示了所谓“联合国”颁布给他的“世界首善”证书。但联合国的新浪官方微博指出证书的“联合国”一词的英文拼写错误。陈光标回应称他自己为了获得此证书赞助了3万美元，受骗了。

## 媒體質疑
- 媒體質疑江苏黄埔2004年营业收入就“近人民幣59亿”造假：陈光标自称江苏黄埔2004年营业收入就“近59亿”，2006年、2007年营业收入均有“超过90亿”、“有望达到90亿”，但政府部門发布的2006年、2007年“江苏民营企业100强”，均未见江苏黄埔上榜，2006年排在第100位的企业年营业收入19.7亿元，2007年排第100位的企业年营业收入为31.73亿元。
- 2011年，《南方人物週刊》附上對話記錄，稱陳光標指責記者「擾亂社會和諧」，表示政府部門已經盯上記者。對於記者租過誰的汽車、住過哪間賓館、採訪了誰，以及身份證號碼，陳光標都瞭如指掌。
- 2011年4月22日、23日，《华夏时报》與《中国经营报》接力揭发“中国首善”捐赠项目“多有水分”、“以慈善之名谋求利益”，报道一问世即获广泛转载。隨後，陈光标频频自辩，写微博、上央视，抨击媒体“吹毛求疵”、“98%不实”、“被利益集团收买”，“人在做，天在看”，“指责我的朋友，你又在做什么？”[34]。
- 2014年1月，网上重启对陈光标的质疑，怀疑其公司每年只有几千万营业额却声称盈利数亿，并怀疑他的多项捐款并未落实[35]。
- 2014年6月，对于陈光标在美国纽约做慈善的举动，有不少中国网友表示不能理解。新浪发起的一项调查数据显示，70.9%的网友不支持陈光标这一行为，有21%的网友支持，而8.2%的人则表示“不好说”。针对有网友质疑他作秀的事情，陈光标表示，他欢迎别人跟他一样来“作秀”，“拿着真金白银来作秀”[36]。
- 2014年，虎嗅网刊登《原罪陈光标：靠欺骗与忽悠赚取第一桶金》一文，被中國媒体廣泛转载。文章称陳光標对几十家媒体说过“跨世纪家庭CT”是如何帮他收获了第一桶金，但是他其实是一个靠销售违反《广告法》等法规、欺骗病患及中老年人的假医疗器械起家的投机者。[37][38]陳光標對此予以否认，并表示自己致富得益于中共的改革开放政策，靠的是自己诚实劳动。如果他违法经营，恐怕早已身陷囹圄。[37][38]与此同时，《原罪陈光标》一文被从多家媒体的网站（包括虎嗅网在内）删除。[37]
- 2016年9月，財新網發文稱陳光標為“首騙”[39]，陳光標起訴財新媒體侵犯名譽權[40]。9月23日，陈光标在黄埔再生资源利用公司总部所在地黄埔防灾培训中心召开新闻发布会表示，他捐赠的99%是到位的，剩下的1%不是没有到位，而是分期到位，但最终还是到位。此外，2016年3月30日晚，媒体报道称陈光标因涉嫌伪造公章等问题被警方带走调查。陈光标对此回应称，公司总经理张宏德背信弃义，与副总蒋勇在外成立其他公司，私刻公章，套取公司利益[41]。
- 2016年9月，有媒体发出报道《切胃减肥背后的陈光标：业务瘫痪债务缠身》，称陈光标涉嫌“诈捐”，“3个月暴瘦52斤”也并非因为使用了自己公司的减肥产品，而是和一项名为“单切口袖状胃手术”的专业减重手术有关。对此，9月25日，陈光标在浙江金华召开的减肥产品千人微商大会脱衣作证，其胸腹未见明显疤痕[42]。

## 綜藝節目
- 中国星跳跃